# Wiedemannia kroatica
Wiedemannia kroatica är en tvåvingeart som beskrevs av Wagner 1981. Wiedemannia kroatica ingår i släktet Wiedemannia och familjen dansflugor. Inga underarter finns listade i Catalogue of Life.